# Горлей Володимир Савович
 Володи́мир Са́вович Горле́й (нар. 1 січня 1951, с. Яришів, Могилів-Подільський район, Вінницька область) — український письменник.

## Біографія
Народився 1 січня 1951 року в с. Яришів Могилів-Подільського району, що на Вінниччині. Навчався в Луко-Мовчанській восьмирічній школі, закінчив Кацмазівську середню школу. До армії працював старшим піонервожатим у Луко-Мовчанській восьмирічці. Після служби в армії здобув вищу філологічну освіту у Вінницькому педагогічному інституті ім. М. Островського (1975). Відтоді працював учителем української мови та літератури в Могилівській школі Жмеринського району, у 1977 році очолив школу у селі Сьомаки, а з 1981 — у селі Северинівка.

З 2013 року на творчій роботі, займається громадською діяльністю. Керівник міськрайонного літературного об'єднання «Калинове гроно» на Жмеринщині. Член НСЖУ (2013), НСКУ (2018), НСПУ (2019).

## Літературна діяльність
Друкується з 1968 року. Автор збірок лірики та книжок для дітей: «Голос любові» (1994), «Мить щедрості» (2002), «Школоворот» (2011), «Славний вожачок» (2011), «Лірика» (2011), «Колесо життя» (2011), «Будь для мене загадкою» (2013), «Осанна осені» (2018); численних публікацій у періодиці. Десятки поезій покладені на музику. Редактор і упорядник багатьох колективних видань, посібників, книг з літературного краєзнавства, у тому числі про В. Забаштанського, В. Вовкодава, М. Солоненка, П. Добрянського, А. Загрійчука, С. Литвина, П. Перебийноса та ін.
|                           | …Це – таки художня література, не гучна й не настирлива, сповнена розважливої гідності, місцями просвітлена і життєво повчальна, нерідко добра, довірлива – аж до наївності. Поет уміє помітити те очевидне, чого інший не помічає, і перетворити його на поезію. |
| — Анатолій Бортняк (2002) | |

## Нагороди і почесні звання
- Відмінник народної освіти (1984);
- Дипломант літературного конкурсу «Гранослов» (1993);
- Літературна премія ім. М. Трублаїні (1995);
- Лауреат журналістського конкурсу «Золоте перо» (2016);
- Літературно-мистецька премія імені Володимира Забаштанського (2018);[4]
- Літературно-мистецька премія «Кришталева вишня» (2018);[5]
- Премія імені Якова Гальчевського (2022);[6]
- Всеукраїнська літературна премія імені Михайла Коцюбинського (2024) у номінації «Науково-популярна література» за книгу «Видноколо подільського жайвора» про П. Перебийноса.[7]